# Laboratoire communautaire de référence
Les expressions Laboratoire communautaire de référence (LCR) ou laboratoires de référence de l'Union européenne désignent des laboratoires nommés comme « référents », chacun pour un thème précis, dans l'Union européenne (UE). 
- Il peut s'agir d'un laboratoire situés dans l'un des États-Membres, et qui joue le rôle d'un « point focal ». Ce dernier est alors dit « Laboratoire national de référence » (LNR). 
Par exemple, le laboratoire de Sophia Antipolis de l'Agence nationale de sécurité sanitaire de l'alimentation, de l'environnement et du travail a été désigné laboratoire de référence de l'UE dans le domaine de la santé des abeilles. Le Laboratoire de référence de l'Union européenne pour Campylobacter est hébergé par le National Veterinary Institute, SVA, à Uppsala. 
Remarque : Un LNR peut éventuellement être « LNR associé » ; Chaque État-membre peut créer un centre national d'expertise, qui pourra éventuellement entrer dans le réseau européen des laboratoires de références; (ex : CNEV, Centre national d’expertise sur les vecteurs des maladies humaines et animales, mis en place en 2012 pour 5 ans, spécialisé dans la lutte antivectorielle à la suite de la crise du Chikungunya, mais susceptible de répondre à des questions concernant d'autres zoonoses vectorielles (dengue, fièvre catarrhale ovine, fièvre du Nil occidental, paludisme, maladie de Lyme, maladie de Chagas…)[1] ;
- il peut s'agir d'un laboratoire européen, éventuellement assisté d'autres laboratoires. Ainsi, et à titre d'exemple, le Centre commun de recherche de la Commission est référent concernant les OGM, mais concernant son travail sur les OGM, il  est assisté par un groupement de laboratoires nationaux de référence, dénommé « Réseau européen de laboratoires de référence pour les OGM »[2].